# Макија (Фрозиноне)
Макија је насеље у Италији у округу Фрозиноне, региону Лацио.
Према процени из 2011. у насељу је живело 157 становника. Насеље се налази на надморској висини од 402 м.